# Arcieparchia di San Giovanni Battista di Curitiba degli Ucraini
L'arcieparchia di San Giovanni Battista di Curitiba degli Ucraini (in latino: Archieparchia Sancti Ioannis Baptistae Curitibensis Ucrainorum) è una sede metropolitana della Chiesa greco-cattolica ucraina in Brasile. Nel 2022 contava 90.600 battezzati. È retta dall'arcieparca Valdomiro Koubetch, O.S.B.M.

## Territorio
L'arcieparchia estende la sua giurisdizione sui fedeli della Chiesa greco-cattolica ucraina di tutto il Brasile, eccetto gli stati di Mato Grosso do Sul, Mato Grosso, Rondônia, Acre, Amazonas, Roraima, Pará, Amapá e della parte occidentale dello stato di Paraná.
Sede arcieparchiale è la città di Curitiba, dove si trova la cattedrale di San Giovanni Battista.
Il territorio è suddiviso in 17 parrocchie.

## Storia
L'esarcato apostolico del Brasile per i fedeli di rito orientale fu eretto il 30 maggio 1962 con la bolla Qui divino consilio di papa Giovanni XXIII.
Il 29 novembre 1971 l'esarcato apostolico è stato elevato ad eparchia e ha assunto il nome attuale. La sede era suffraganea dell'arcidiocesi latina di Curitiba.
Il 12 maggio 2014 l'eparchia è stata elevata al rango di sede metropolitana con la bolla Attenta deliberatione di papa Francesco, e contestualmente ha ceduto una porzione di territorio a vantaggio dell'erezione dell'eparchia dell'Immacolata Concezione di Prudentópolis degli Ucraini.

## Cronotassi degli arcieparchi
Si omettono i periodi di sede vacante non superiori ai 2 anni o non storicamente accertati.
- José Romão Martenetz, O.S.B.M. † (30 maggio 1962 - 10 marzo 1978 ritirato)
- Efraím Basílio Krevey (Krevei), O.S.B.M. † (10 marzo 1978 - 13 dicembre 2006 ritirato)
- Valdomiro Koubetch, O.S.B.M., succeduto il 13 dicembre 2006

## Statistiche
L'arcieparchia nel 2022 contava 90.600 battezzati.
| anno | popolazione | popolazione | popolazione | presbiteri | presbiteri | presbiteri | presbiteri                | diaconi | religiosi | religiosi | parrocchie |
| anno | battezzati  | totale      | %           | numero     | secolari   | regolari   | battezzati per presbitero | diaconi | uomini    | donne     | parrocchie |
| ---- | ----------- | ----------- | ----------- | ---------- | ---------- | ---------- | ------------------------- | ------- | --------- | --------- | ---------- |
| 1966 | 99.000      | ?           | ?           | 46         | 9          | 37         | 2.152                     |         | 88        | 382       | 15         |
| 1968 | 95.000      | 110.000     | 86,4        | 44         | 8          | 36         | 2.159                     |         | 65        | 432       | 13         |
| 1976 | 136.213     | ?           | ?           | 49         | 9          | 40         | 2.779                     | 1       | 63        | 323       | 17         |
| 1980 | 96.640      | ?           | ?           | 47         | 9          | 38         | 2.056                     | 1       | 64        | 397       | 18         |
| 1990 | 130.000     | ?           | ?           | 62         | 15         | 47         | 2.096                     | 1       | 88        | 453       | 21         |
| 1998 | 162.000     | ?           | ?           | 68         | 15         | 53         | 2.382                     | 1       | 91        | 436       | 25         |
| 1999 | 162.000     | ?           | ?           | 68         | 15         | 53         | 2.382                     | 1       | 91        | 436       | 25         |
| 2001 | 162.000     | ?           | ?           | 63         | 13         | 50         | 2.571                     | 2       | 89        | 446       | 22         |
| 2002 | 161.500     | ?           | ?           | 67         | 15         | 52         | 2.410                     | 2       | 89        | 458       | 22         |
| 2003 | 161.500     | ?           | ?           | 73         | 18         | 55         | 2.212                     | 2       | 92        | 460       | 22         |
| 2004 | 161.500     | ?           | ?           | 77         | 20         | 57         | 2.097                     | 2       | 96        | 456       | 23         |
| 2009 | 162.000     | ?           | ?           | 87         | 22         | 65         | 1.862                     | 2       | 86        | 485       | 23         |
| 2010 | 162.000     | ?           | ?           | 101        | 21         | 80         | 1.603                     | 2       | 102       | 464       | 23         |
| 2014 | 85.000      | ?           | ?           | 47         | 21         | 26         | 1.808                     | 2       | 39        | 170       | 26         |
| 2017 | 87.200      | ?           | ?           | 47         | 21         | 26         | 1.855                     | 2       | 39        | 170       | 26         |
| 2020 | 89.300      | ?           | ?           | 36         | 15         | 21         | 2.480                     | 3       | 35        | 133       | 16         |
| 2022 | 90.600      | ?           | ?           | 40         | 18         | 22         | 2.265                     | 3       | 31        | 129       | 17         |